# Йосафат Жан
Йосафат Франсуа-Жозеф-Вікторієн Жан ЧСВВ (фр. Josaphat François-Joseph-Victorien Jean; 19 березня 1885, Ст. Фабієн де Ремускі, провінція Квебек, Канада — 8 червня 1972, Грімсбі, Онтаріо, похований м. Мондер, Канада) — український священник (РКЦ, УГКЦ) канадського походження, громадський діяч, перекладач ЗУНР.

## Життєпис

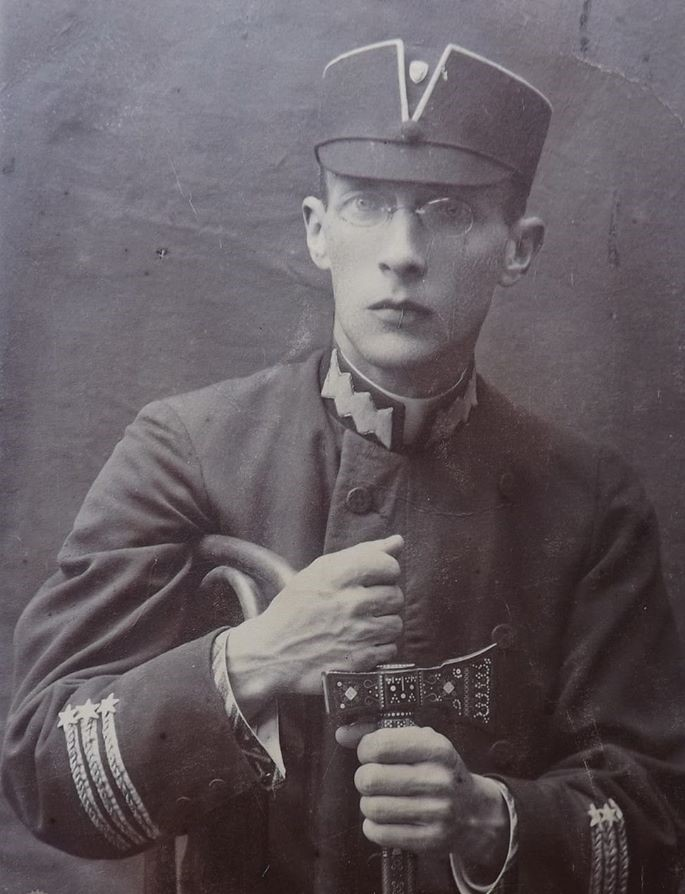
о. Йосафат Жан в часі служби в УГА

Рукопокладений на священника латинського обряду в 1910 році. Після зустрічі у м. Монреаль з митрополитом Андреєм Шептицьким приїхав до Крехівського монастиря вивчати українську мову, релігію, історію України. У 1911 році перейшов на греко-католицький обряд. У 1912 році відкривав у Канаді українські школи. У 1914 році в Крехові також обслуговував 7 парафій біля Самбора.
Згідно його спогадів, 4 березня 1917 року склав монаші обіти у Крехівському монастирі (разом з братами Юрієм Жиданом, Маріяном Лютаком, Мироном Калинцем). Пізніше о. Платонід Філяс запропонував йому стати сотрудником у Жовкві, де Й. Жан працював більше року. На початку серпня о. Платонід Філяс призначив його префектом Місійного інституту імені святого Йосафата у Бучачі. Наприкінці грудня 1918 року став працювати бібліотекарем монастиря.
Неодноразово бував на Тернопіллі.
У червні 1919 року — особистий секретар Президента та Диктатора ЗУНР Евгена Петрушевича (на його прохання), потім капелан УГА. Очолював Український Червоний Хрест, допомагав Симону Петлюрі під час дипмісії у Варшаві. Член делегації УНР на Ризькій мирній конференції у 1921 році, у Лізі Націй, місії УНР у Женеві.
Після закінчення етапу Визвольних змагань повернувся до Канади. Автор ідеї виділення значних територій для українських еміґрантів. Вдруге вступив до ЧСВВ у Мондері; ігумен у Монреалі (1940–42 р.), парох у Оттаві (1942–45 р.). У 1945 році виїхав до Європи, делегат 2-го та 3-го засідань ООН у Лондоні, Парижі в 1946 році. Від уряду провінції Квебек отримав 250 кв. миль в Абітібі, заснував на цій території українське поселення «Шептицьке». Від 1947 року — декан УГКЦ у Великій Британії. У 1949 році повернувся до Канади, душпастир у Монреалі, Едмонтоні, Мондері, Ґрімзбі. У 1964 році заснував «Фундацію ім. о. Жана» для надання стипендій студентській молоді українського походження.
Автор спогадів: «Моє служіння Україні», «Уривки з діярія» в збірнику «Бучач і Бучаччина».